# Rudy Matondo
Rudy Nzingoula Matondo (* 13. März 2008 in Évry-Courcouronnes) ist ein französisch-kongolesischer Fußballspieler, der aktuell bei der AJ Auxerre in der Ligue 1 spielt.

## Karriere

### Verein
Matondo begann seine fußballerische Ausbildung im Januar 2017 bei der US Grigny. Nach sechseinhalb Jahren wechselte er im Sommer 2023 ins Centre de Formation der AJ Auxerre. In seiner ersten Spielzeit dort absolvierte er bereits 24 Spiele für die U17-Mannschaft in der Liga und durfte auch schon für die A-Junioren auflaufen. Zu Beginn der Saison 2024/25 entwickelte er sich schon zum Stammspieler im U19-Team und lief in der Liga, im Pokal und in der UEFA Youth League auf. Am 6. April 2025 (28. Spieltag) wurde Matondo bei einem 1:0-Sieg über Stade Rennes in der Nachspielzeit eingewechselt und gab somit im Alter von 17 Jahren sein Profidebüt in der Ligue 1.

### Nationalmannschaft
Im März und Mai 2024 spielte Matondo drei Spiele für die französische U16-Nationalmannschaft. Seit Oktober desselben Jahres ist er für das U17-Team des Landes aktiv.

## Familie
Sein älterer Bruder Rabby Nzingoula, mit dem er im gleichen Jugendverein spielte, ist ebenfalls Profifußballspieler und steht aktuell als Leihspieler von Racing Straßburg beim HSC Montpellier unter Vertrag.